# Сумнина, Мария Андреевна
Мария Андреевна Сумнина (род. 20 июля 1977, Москва) — российская художница, участница дуэта «МишМаш» (с Михаилом Лейкиным).

## Биография
В 2001 году окончила Московский государственный университет печати и уехала с мужем Михаилом Лейкиным в США.
С 2001 года участница дуэта «МишМаш».
В 2007 году включена в шорт-лист премии Кандинского в номинации «Художник года».
Арт-дуэт «МишМаш» — участник спецпроектов 2-й Московской биеннале современного искусства (2007), выставок промышленного дизайна (Лондон, Милан) и др. Финалист конкурса на проект мемориала памяти 11 сентября в Нью-Джерси (2005, совместно с Михаилом Лейкиным), обладатель Гран-при выставки FidExpo (2006).
В 2017 году арт-дуэт «МишМаш» вошёл в Российский инвестиционный художественный рейтинг 49ART, представляющий выдающихся современных художников в возрасте до 50 лет.
В 2019 году арт-дуэт «МишМаш» стал «Художником года» московской международной ярмарки Cosmoscow.

## Персональные выставки группы «МишМаш»
- 2014 — «Спа-театр старения». XL галерея, «Винзавод», Москва[4].
- 2012 — «See You». MAMM, Москва[5].
- 2006 — «Атлас. Графика, коллаж, объекты». Галерея-офис Art Business Consulting, АртСтрелка, Москва[6].

## Групповые выставки
- 2009 — «Тайная жизнь тел». Открытая галерея, Москва.

## Семья
- Пётр Васильевич Митурич — прадед, художник.
- Вера Владимировна Хлебникова — прабабушка, художник.
- Велимир Хлебников — двоюродный прадед, поэт.
- Май Петрович Митурич-Хлебников — дед, художник.
- Андрей Викторович Сумнин (Монастырский) — отец, художник, поэт, теоретик культуры.
- Вера Маевна Митурич-Хлебникова — мать, художник.
- Михаил Юрьевич Лейкин (род. 30.10.1968; Волгоград[7]) — муж, художник.